# دانا إسكيلسون
دانا إسكيلسون (بالإنجليزية: Dana Eskelson)‏ هي ممثلة أمريكية، ولدت في 6 فبراير 1965 بدالاس في الولايات المتحدة.

## أعمال

### أفلام
- (2010) رجال الشركة[5]

## وصلات خارجية
- دانا إسكيلسون على موقع IMDb (الإنجليزية)
- دانا إسكيلسون على موقع أول موفي (الإنجليزية)
- دانا إسكيلسون على موقع قاعدة بيانات الفيلم (الإنجليزية)